# Max Julen
Max Julen (n. 15 martie 1961, Zermatt, Cantonul Valais, Elveția) este un schior alpin ce a reprezentat Elveția, medaliat olimpic. A participat la o ediție a Jocurilor Olimpice (1984) în care a câștigat o medalie de aur.

## Participări
Lista de mai jos prezintă principalele competiții la care a participat Max Julen de-a lungul carierei.
- alpine skiing at the 1984 Winter Olympics – men's giant slalom[*]